# La ley del deseo
La ley del deseo is een Spaanse filmkomedie uit 1987 onder regie van Pedro Almodóvar.

## Verhaal
Pablo Quintero is een regisseur van homo-erotische films. Hij is smoorverliefd op Juan Bermúdez, maar die gevoelens zijn niet wederzijds. Om hem te vergeten, begint hij een verhouding met de jaloerse, agressieve Antonio Benítez. De stoppen slaan helemaal door bij Antonio, wanneer Pablo besluit om Juan nog eens op te zoeken.

## Rolverdeling
| Acteur                  | Personage          |
| ----------------------- | ------------------ |
| Eusebio Poncela         | Pablo Quintero     |
| Carmen Maura            | Tina Quintero      |
| Antonio Banderas        | Antonio Benítez    |
| Miguel Molina           | Juan Bermúdez      |
| Fernando Guillén        | Politie-inspecteur |
| Manuela Velasco         | Ada (meisje)       |
| Nacho Martínez          | Dokter Martín      |
| Bibiana Fernández       | Ada (moeder)       |
| Helga Liné              | Moeder van Antonio |
| Germán Cobos            | Priester           |
| Fernando Guillén Cuervo | Politieagent       |
| Marta Ferández Muro     | Groupie            |
| Lupe Barrado            | Verpleegster       |
| Alfonso Vallejo         | Sergeant           |
| Maruchi León            | Politieagent       |